# Vajda János (kanonok)
Vajda János (Ivan; Nagycétény, 1890. május 2. – 1982. február 7.) esperes, kanonok, szentszéki ülnök.

## Élete
Vajda János és Noszák Barbara gyermeke. A Nyitrai Piarista Gimnáziumban tanult. Érettségi után Budapesten beiratkozott az állatorvosi szakra. Egy pécsi gyógyszerész barátja ösztönzésére átiratkozott Pécsre teológiára. Az első világháború alatt az olasz fronton volt mentős. 1916. május 27-én szentelte pappá Zichy Gyula pécsi püspök. A felszentelés utáni ünnepi ebéden Vajda bejelentette hogy egy tisztán horvát helyre szeretne menni szolgálni. Ezután júniusban került előbb Podgajcere káplánnak, majd októbertől Alsómiholjácra. 1917-től a Julián iskola katekétája, 1926-tól elemi iskolai, 1928-tól polgári iskolai hitoktató lett.
Pécs megszállását követően az alsómiholjáci plébános Erdélyi Károly lett a jugoszláviai részek püspöki helynöke, s egy ideig a Pécsi egyházmegye jugoszláviai részeinek adminisztrátori provikáriusa volt.
1928-tól ideiglenes alsómiholjáci adminisztrátor, 1930-tól plébános. 1950-től esperes, 1950-1952 között a villyói plébániát is vezette. 1954-től ideiglenes kanonok volt. 1965-ben nyugdíjba vonult.

## Emlékezete
- Plébániai Pasztorációs Központ